# Acaroceras oaxacanus
Acaroceras oaxacanus är en kvalsterart som beskrevs av Sandór Mahunka och Palacios-Vargas 1996. Acaroceras oaxacanus ingår i släktet Acaroceras och familjen Microzetidae. Inga underarter finns listade i Catalogue of Life.